# Lijst van voetbalinterlands Irak - Oman
Deze lijst van voetbalinterlands is een overzicht van alle officiële voetbalwedstrijden tussen de nationale teams van Irak en Oman. De landen hebben tot op heden 30 keer tegen elkaar gespeeld. De eerste ontmoeting, een wedstrijd tijdens de Golf Cup of Nations 1976, werd gespeeld in Doha (Qatar) op 27 maart 1976. De laatste confrontatie,  een kwalificatiewedstrijd voor het Wereldkampioenschap voetbal 2026, vond  plaats op 19 november 2024 in Muscat.

## Wedstrijden
| №  | Plaats    | Datum             | Competitie                 | Wedstrijd   | Uitslag |
| -- | --------- | ----------------- | -------------------------- | ----------- | ------- |
| 1  | Doha      | 27 maart 1976     | Golf Cup of Nations 1976   | Irak − Oman | 4 − 0   |
| 2  | Abu Dhabi | 20 maart 1982     | Golf Cup of Nations 1982   | Irak − Oman | 4 − 0   |
| 3  | Muscat    | 11 maart 1984     | Golf Cup of Nations 1984   | Oman − Irak | 1 − 2   |
| 4  | Bagdad    | 17 maart 1986     | Vriendschappelijk          | Irak − Oman | 4 − 0   |
| 5  | Riffa     | 6 april 1986      | Golf Cup of Nations 1986   | Oman − Irak | 2 − 3   |
| 6  | Daegu     | 21 september 1986 | Aziatische Spelen 1986     | Irak − Oman | 4 − 0   |
| 7  | Riyad     | 4 maart 1988      | Golf Cup of Nations 1988   | Irak − Oman | 1 − 1   |
| 8  | Muscat    | 6 januari 1989    | WK 1990 kwalificatie       | Oman − Irak | 1 − 1   |
| 9  | Bagdad    | 27 januari 1989   | WK 1990 kwalificatie       | Irak − Oman | 3 − 1   |
| 10 | Doesjanbe | 5 augustus 1999   | Azië Cup 2000 kwalificatie | Irak − Oman | 2 − 0   |
| 11 | Amman     | 23 augustus 1999  | Pan-Arabische Spelen 1999  | Oman − Irak | 0 − 3   |
| 12 | Muscat    | 29 juli 2001      | Vriendschappelijk          | Oman − Irak | 1 − 0   |
| 13 | Doha      | 11 januari 2002   | Vriendschappelijk          | Oman − Irak | 0 − 2   |
| 14 | Muscat    | 7 oktober 2004    | Vriendschappelijk          | Oman − Irak | 1 − 0   |
| 15 | Doha      | 10 december 2004  | Golf Cup of Nations 2004   | Irak − Oman | 1 − 3   |
| 16 | Muscat    | 13 februari 2006  | Vriendschappelijk          | Oman − Irak | 1 − 0   |
| 17 | Bangkok   | 16 juli 2007      | Azië Cup 2007              | Oman − Irak | 0 − 0   |
| 18 | Muscat    | 7 januari 2009    | Golf Cup of Nations 2009   | Oman − Irak | 4 − 0   |
| 19 | Amman     | 21 september 2010 | Vriendschappelijk          | Irak − Oman | 3 − 2   |
| 20 | Zinjibar  | 29 november 2010  | Golf Cup of Nations 2010   | Oman − Irak | 0 − 0   |
| 21 | Doha      | 12 juni 2012      | WK 2014 kwalificatie       | Irak − Oman | 1 − 1   |
| 22 | Farwaniya | 18 december 2012  | West-Azië Cup 2012         | Oman − Irak | 0 − 2   |
| 23 | Muscat    | 4 juni 2013       | WK 2014 kwalificatie       | Oman − Irak | 1 − 0   |
| 24 | Riyad     | 17 november 2014  | Golf Cup of Nations 2014   | Irak − Oman | 1 − 1   |
| 25 | Al Wakrah | 30 november 2021  | FIFA Arab Cup 2021         | Irak − Oman | 1 − 1   |
| 26 | Amman     | 23 september 2022 | Vriendschappelijk          | Irak − Oman | 1 − 1   |
| 27 | Basra     | 6 januari 2023    | Golf Cup of Nations 2023   | Irak − Oman | 0 − 0   |
| 28 | Basra     | 18 januari 2023   | Golf Cup of Nations 2023   | Irak − Oman | 3 − 2   |
| 29 | Basra     | 5 september 2024  | WK 2026 kwalificatie       | Irak − Oman | 1 − 0   |
| 30 | Muscat    | 19 november 2024  | WK 2026 kwalificatie       | Oman − Irak | 0 − 1   |

## Samenvatting
| Competitie            | Totaal gespeeld | Winst Irak | Gelijk | Winst Oman | Doelsaldo Irak – Oman |
| --------------------- | --------------- | ---------- | ------ | ---------- | --------------------- |
| WK-kwalificatie       | 6               | 3          | 2      | 1          | 7 − 4                 |
| Azië Cup              | 1               | 0          | 1      | 0          | 0 − 0                 |
| Azië Cup-kwalificatie | 1               | 1          | 0      | 0          | 2 − 0                 |
| FIFA Arab Cup         | 1               | 0          | 1      | 0          | 1 − 1                 |
| Golf Cup of Nations   | 11              | 5          | 4      | 2          | 19 − 14               |
| West-Azië Cup         | 1               | 1          | 0      | 0          | 2 − 0                 |
| Aziatische Spelen     | 1               | 1          | 0      | 0          | 4 − 0                 |
| Pan-Arabische Spelen  | 1               | 1          | 0      | 0          | 3 − 0                 |
| Vriendschappelijk     | 7               | 3          | 1      | 3          | 9 − 5                 |
| Totaal                | 30              | 15         | 9      | 6          | 48 − 25               |

IFA · A-internationals · Statistieken · Iraaks vrouwenelftal · Irak U21 · Irak U20 · Irak U19 · Irak U18 · Irak U17
1950 – 1969 ·
1970 – 1979 ·
1980 – 1989 ·
1990 – 1999 ·
2000 – 2009 ·
2010 – 2019 ·
2020 − 2029
Afghanistan ·
Algerije ·
Argentinië ·
Australië ·
Azerbeidzjan ·
Bahrein ·
België ·
Bolivia ·
Botswana ·
Brazilië ·
Cambodja ·
Chili ·
China ·
Colombia ·
Congo-Kinshasa ·
Cyprus ·
DDR ·
Ecuador ·
Egypte ·
Estland ·
Filipijnen ·
Finland ·
Ghana ·
Guinee ·
Hongkong ·
India ·
Indonesië ·
Iran ·
Japan ·
Jemen ·
Jordanië ·
Kazachstan ·
Kenia ·
Kirgizië ·
Koeweit ·
Libanon ·
Liberia ·
Libië ·
Macau ·
Maleisië ·
Marokko ·
Mauritanië ·
Mexico ·
Myanmar ·
Nepal ·
Nieuw-Zeeland ·
Noord-Korea ·
Oeganda ·
Oezbekistan ·
Oman ·
Pakistan ·
Palestina ·
Paraguay ·
Peru ·
Polen ·
Qatar ·
Roemenië ·
Rusland ·
Saoedi-Arabië · 
Sierra Leone · 
Singapore ·
Soedan ·
Spanje · 
Sri Lanka ·
Syrië · 
Tadzjikistan · 
Taiwan · 
Thailand · 
Trinidad en Tobago ·
Tunesië ·
Turkije ·
Turkmenistan ·
Uruguay ·
Verenigde Arabische Emiraten ·
Vietnam ·
Zambia ·
Zuid-Afrika ·
Zuid-Jemen ·
Zuid-Korea
OFA · A-internationals · Bondscoaches · Statistieken · Olympisch elftal · Oman U21 · Oman U20 · Oman U19 · Oman U18 · Oman U17
1970 – 1979 · 
1980 – 1989 · 
1990 – 1999 · 
2000 – 2009 · 
2010 – 2019 ·
2020 − 2029
1974 · 
1975 · 
1976 · 
1977 · 
1978 · 
1979 · 
1980 · 
1981 · 
1982 · 
1983 · 
1984 · 
1985 · 
1986 · 
1987 · 
1988 · 
1989 · 
1990 · 
1991 · 
1992 · 
1993 · 
1994 · 
1995 · 
1996 · 
1997 · 
1998 · 
1999 · 
2000 · 
2001 · 
2002 · 
2003 · 
2004 · 
2005 · 
2006 · 
2007 · 
2008 · 
2009 · 
2010 · 
2011 · 
2012 · 
2013 · 
2014 ·
2015 ·
2016 ·
2017 ·
2018 ·
2019 ·
2020 ·
2021 ·
2022 ·
2023
Afghanistan ·
Algerije ·
Australië ·
Azerbeidzjan ·
Bahrein ·
Bangladesh ·
Benin ·
Bhutan ·
Bosnië en Herzegovina ·
Brazilië ·
Bulgarije ·
Burkina Faso ·
Chili ·
China ·
Congo-Kinshasa ·
Costa Rica ·
Duitsland ·
Ecuador ·
Egypte ·
Estland ·
Filipijnen ·
Finland ·
Gabon ·
Guam ·
Haïti ·
Hongkong ·
Ierland ·
India ·
Indonesië ·
Irak ·
Iran ·
Japan ·
Jemen ·
Jordanië ·
Kazachstan ·
Kenia ·
Kirgizië ·
Koeweit ·
Kosovo ·
Laos ·
Letland ·
Libanon ·
Liberia ·
Libië ·
Macau ·
Malediven ·
Maleisië ·
Mali ·
Marokko ·
Mauritanië ·
Mozambique ·
Myanmar ·
Nepal ·
Nieuw-Zeeland ·
Noord-Korea ·
Noord-Macedonië ·
Noorwegen ·
Oezbekistan ·
Pakistan ·
Palestina ·
Paraguay ·
Qatar ·
Saoedi-Arabië ·
Senegal ·
Singapore ·
Slovenië ·
Soedan ·
Somalië ·
Sri Lanka ·
Syrië ·
Tadzjikistan ·
Taiwan ·
Thailand ·
Togo ·
Tunesië ·
Turkmenistan ·
Uruguay ·
Verenigde Arabische Emiraten ·
Verenigde Staten ·
Vietnam ·
Wit-Rusland ·
Zambia ·
Zimbabwe ·
Zuid-Korea ·
Zweden ·
Zwitserland